# Giovanni Spadolini
Giovanni Spadolini, född 21 juni 1925 i Florens, död 4 augusti 1994 i Rom, var en italiensk politiker, journalist och historiker.
Spadolini var Italiens premiärminister (konseljpresident) 1981–1982, kulturminister 1974–1976, utbildningsminister 1979, försvarsminister 1983–1987, senatens talman 1987–1994 och partiledare för Partito Repubblicano Italiano (PRI) 1979–1987. Spadolini var den första italienska konseljpresidenten efter andra världskriget som inte var kristdemokrat.

## Biografi
Spadolini hade en lång karriär som journalist och akademiker bakom sig när han på allvar blev politiskt aktiv. I sin ungdom studerade han historia och blev 1961 professor i samtidshistoria vid universitetet i Florens. Parallellt med sin akademiska verksamhet verkade han som skribent för italienska tidningar och tidskrifter som La Stampa, Il Messaggero, Il Mondo, Epoca och Panorama och uppnådde så småningom chefsbefattningar som VD för dagstidningarna Il Resto del Carlino (1955–1968) och Corriere della Sera (1968-1972). Han invaldes till senaten som representant för PRI 1972 och blev partiledare 1979.